# پسرم جان
پسرم جان (انگلیسی: My Son John) فیلمی آمریکایی در سبک درام به کارگردانی لئو مک‌کری است که در سال ۱۹۵۲ منتشر شد.

## بازیگران
- دین جاگر
- فرانک مک‌هیو
- هلن هیز
- مینور واتسون
- ریچارد جاکل
- رابرت واکر
- وان هفلین